# Шаповал Олександр Миколайович
Олександр Миколайович Шаповал (9 лютого 1975, м. Київ — 12 вересня 2022, біля ст. Майорська, Донецька область) — український артист балету, соліст балету Національного академічного театру опери та балету України ім. Тараса Шевченка, педагог дуетного танцю KSBC (Київського державного фахового хореографічного коледжа). Заслужений артист України (2013). Учасник російсько-української війни, який загинув під час російського вторгнення в Україну.

## Життєпис

Нашивка 112-ої окремої бригади територіальної оборони Збройних Сил України (м. Київ)

Народився 9 лютого 1975 року в м. Києві. У 1993 році закінчив Київське державне хореографічне училище, а в 1994 році доєднався до трупи Національної опери України.
Соліст балету Національної опери України ім. Шевченка. Протягом 28 сезонів виконав понад 30 партій класичного, національного та сучасного репертуару. Перевтілювався у Вакулу у «Вечорах на хуторі біля Диканьки», Маестро – у «Каприсах долі», Того, що греблі рве – у «Лісовій пісні». Виконував партії у балетах «Дон Кіхот», «Юлій Цезар», «Дама з камеліями», «Кармен-сюїта» та інших. Був викладачем дуетно-класичного танцю KSBC. Заслужений артист України.
У 2001 році Олександр Шаповал дістав третю премію в Міжнародному конкурсі балету ім. С. Лифаря. За рік після конкурсу Олександр станцював свою першу сольну партію — Принца в «Лебединому озері».
Під час російське вторгнення в Україну добровольцем долучився до Сил тероборони ЗС України для захисту Лівого берегу Києва. З квітня пішов добровольцем у ЗСУ, став гранатометником у складі підрозділу 112 ОБрТрО (псевдо – «Шапік»). Загинув 12 вересня 2022 року в бою з російськими окупантами поблизу ст. Майорська на Донеччині. Прощання відбулося в будівлі Національної опери України.
Дружина — Тетяна Володимирівна Шаповал. Двоє дітей.

## Репертуар
- 2018 — «Юлій Цезар» на музику Отторіно Респігі; хор. Аніко Рехвіашвілі — Красс[12]
- «Вечори на хуторі біля Диканьки» — Вакула
- «Дама з камеліями»
- «Дон Кіхот» — Еспадо
- «Жизель»
- «Каприси долі» — Маестро
- одноактний балет «Кармен-сюїта» на музику Жоржа Бізе-Родіона Щедріна — Хозе
- «Корсар» — Ганс
- «Лісова пісня» — Лукаш / Той, що греблі рве

## Звання та нагороди
- 2013 — Заслужений артист України

## Вшанування пам'яті
Художник Юрій Журавель зобразив Олександра Шаповала для проєкту «Знай наших».
Вірш-присвяту Олександрові Шаповалу написав Петро Мага.
З нагоди Дня Незалежності України Указом президента України від 23 серпня 2023 року Олександра Шаповала було нагороджено Орденом князя Ярослава Мудрого V ступеня посмертно.
Показ балетної вистави «Грек Зорба» 15 вересня 2023 року у Національній опері України присвячено пам’яті Олександра Шаповала, в якій він колись сам танцював.